# Gerda Dürrbaum
Gerda Dürrbaum, geb. Johanna Gabriele Gerda von Specht (* 29. Dezember 1901 in Woronowo; † 7. Juni 1996 in Bad Ems), war eine in Deutschland wirkende impressionistische Künstlerin.

## Leben
Gerda Dürrbaum wurde 1901 in der Nähe von Moskau geboren. Nach dem Ersten Weltkrieg floh sie nach Pommern. Sie machte in Kolberg ihr Abitur, besuchte die Werkschule für gestaltende Arbeit in Stettin und absolvierte ihr künstlerisches Studium in Berlin. Gerda von Specht heiratete 1929 ihren Kommilitonen Kai Dürrbaum, dessen Kunst von den Nationalsozialisten als „entartet“ erklärt wurde. Er fiel als Soldat in den letzten Kriegstagen.
Die nun verwitwete Gerda Dürrbaum fand nach dem Zweiten Weltkrieg in der Kirchgasse 18 in Dausenau eine neue Heimat. 1952 zog sie nach Nassau an der Lahn, wo sie eine Wohnung in einer Gründerzeitvilla bezog, in der sie bis 1991 lebte und arbeitete. Sie starb 1996 in Bad Ems.

## Werk

Hinterglasmalerei von Gerda Dürrbaum

Das schätzungsweise etwa 400 Bilder umfassende Werk von Gerda Dürrbaum besteht aus Aquarellen, Porträts, Landschaften, Zeichnungen, Hinterglasmalereien und Ölgemälden. Bei einem Bombenangriff 1943 gingen fast alle ihrer frühen Schaffensperiode entstammenden Werke verloren. Die nach 1946 entstandenen Bilder sind zum größten Teil erhalten und befinden sich in öffentlichen Sammlungen oder im Privatbesitz.
Da sie kinderlos blieb, vermachte sie 250 ihrer Kunststücke der Verbandsgemeinde Nassau. Die der Stadt vermachten Werke sind im Günter-Leifheit-Kulturhaus ausgestellt. Zu ihren bedeutendsten Werken zählt der Flügelaltar im Pfarrsaal der Kaiser-Wilhelm-Kirche in Bad Ems.

### Literarische Werke
Neben ihren Bildern veröffentlichte sie auch einige Gedichtbände, wie z. B. Mein Leben.

## Ausstellungen
- Landesmuseum Mainz
- München
- Limburg
- Koblenz
- Bad Ems
- Günter-Leifheit-Kulturhaus, Nassau